# Pierre Chambiges
Pierre Chambiges, (umrl 19. junij 1544)), je bil francoski zidarski mojster (maître des œuvres de maçonnerie et pavement de la Ville de Paris) in arhitekt Franca I. in njegovega sina Henrika II..
Kot geodet in arhitekt je bil Chambiges vpleten v številne kraljeve in uradne projekte:
- Stolnica Notre-Dame de Senlis
- Louvre (Palais du Louvre)
- Hôtel de ville, Pariz; nadziral je gradnjo zasnove Domenica da Cortone (od 1533 dalje; porušena)
- Château de Saint-Germain-en-Laye in Pavillon de la Muette v parku
- Château de Fontainebleau
- Château de Challeau, v bližini Fontainebleau (modificiran, nato porušen)

Za Anne de Montmorency je zasnoval in zgradil Château de Chantilly.
Sin kamnosek Martin Chambiges (okoli 1465-1532), katerega je Westwerk stolnice v Troyesu, začeta leta 1507, ga je okupirala za nekaj desetletij.  Umrl je v Parizu.